# فادو

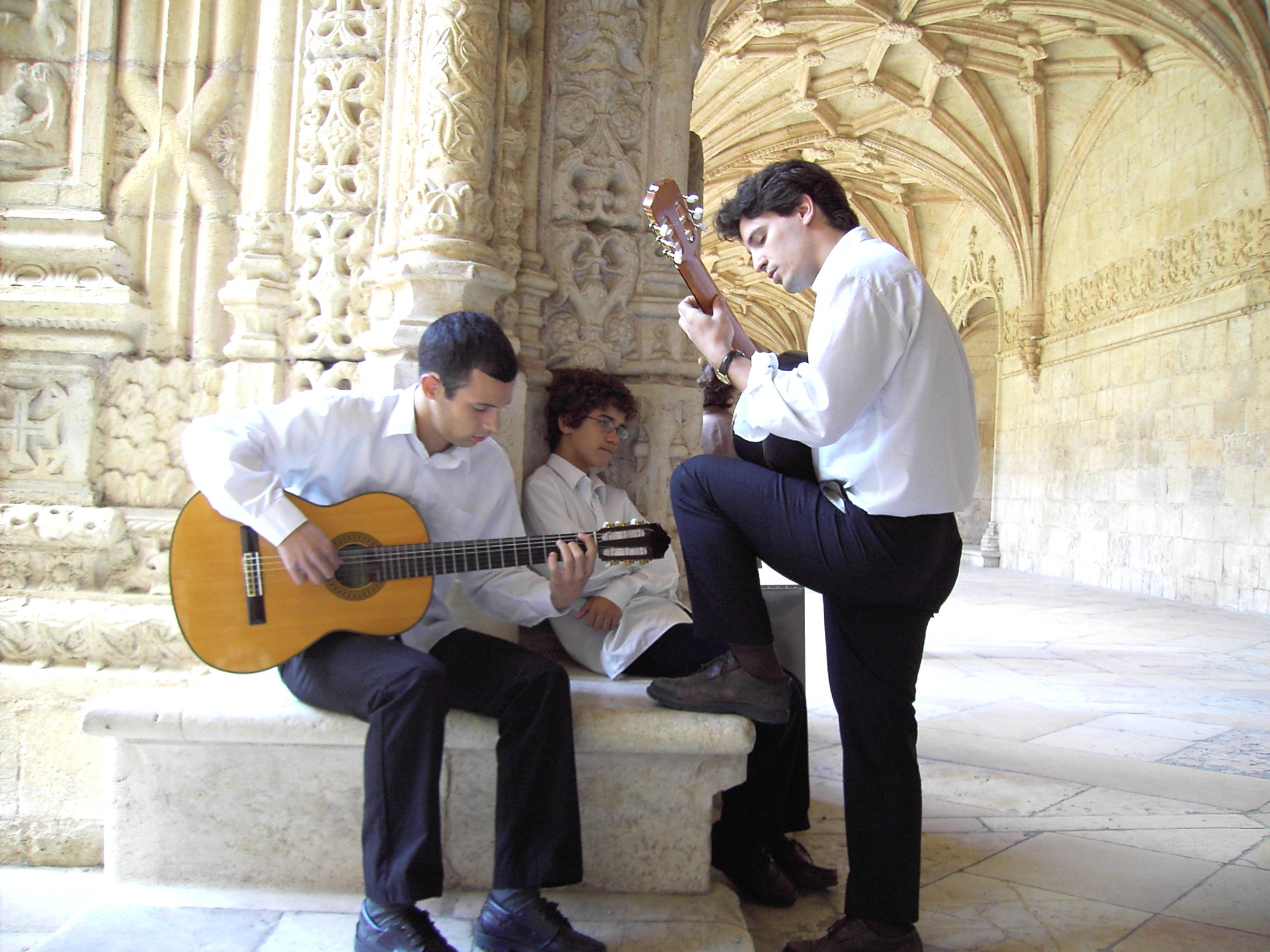
چند نوازندهٔ فادو.

فادو (به انگلیسی: Fado)، سبکی از موسیقی مردمی است که ریشه‌های آن به احتمال زیاد به دهه ۱۸۲۰ میلادی و کشور پرتغال می‌رسد.
فادو لحنی محزون دارد و موضوعات آن بیشتر درباره دریا و زندگی تهی‌دستان است. آشکار نیست که آیا اصل فادو از آوازخوانی دریانوردان پرتغالی است یا برگرفته از سبک‌های موسیقایی برزیلی مانند لوندوم و مودینها. واژه فادو به معنی سرنوشت و با واژه fate انگلیسی هم‌ریشه‌است.
نخستین فادوخوان سرشناس ماریا سِورا نام داشت که در نیمه نخست سده ۱۹ میلادی می‌زیست. نوع فادوی او امروزه به «فادوی لیسابون» معروف است.
در دهه‌های ۱۹۲۰ و ۱۹۳۰ یک رشته آهنگ‌های فادو از شهر کوئیمبرای پرتغال که به نام فادوی کوئیمبرا معروف شدند محبوبیت زیادی یافتند. گیتاریستی به نام کارلوس پاردس (Carlos Paredes) و پدر او به نام آرتور پاردس استادان و پیشگامان این گونه از فادو و همچنین گیتار پرتغالی به‌شمار می‌آیند.
فادو موسیقی اصیل پرتغالی‌هاست که با دو گیتاریست ویک خوانده (بیشتر خواننده زن )در قهوه‌خانه‌ها و رستوران‌ها اجرا می‌شود به گفته مردم پرتغال روح موسیقی اکنون پرتغال به‌شمار می‌آید.